# Glycidyl-Fettsäureester
| Glycidyl-Fettsäureester (Beispiele)             |
| ----------------------------------------------- |
| Glycidyl-Palmitinsäureester                     |
| Glycidyl-Stearinsäureester                      |
| Vereinfachte Strukturformeln ohne Stereochemie. |

Glycidyl-Fettsäureester sind Ester verschiedener Fettsäuren mit Glycidol (Glycid), einem Epoxid, als Alkoholkomponente. Sie sind prozessbedingte Kontaminanten in Lebensmitteln, die ein gesundheitsschädigendes Potential aufweisen und daher in Lebensmitteln unerwünscht sind – insbesondere für jüngere Bevölkerungsgruppen.

## Vorkommen und gesundheitliche Rolle
In einigen raffinierten, also gereinigten und verarbeiteten, Pflanzenölen und -fetten, sind Glycidyl-Fettsäureester zu finden. Lebensmittel, für deren Herstellung raffinierte Pflanzenfette verwendet werden, können deshalb Glycidyl-Fettsäureester enthalten. Glycidyl-Fettsäureester und verwandte Stoffe (2-MCPD-Fettsäureester und 3-MCPD-Fettsäureester) wurden z. B. in Margarine, Back- und Konditoreiwaren, frittierten Produkten, verschiedenen Snack-Produkten sowie Säuglingsanfangs- und Folgenahrung nachgewiesen.
Diese Stoffe kommen nicht natürlicherweise in Fetten oder Pflanzenölen vor. Für Glycidyl-Fettsäureester lassen sich laut dem Bundesinstitut für Risikobewertung (BfR) noch keine sicheren Aussagen über mögliche gesundheitsschädliche Auswirkungen machen. Chemisch eng verwandte Stoffe (3-MCPD-Fettsäureester) lösten im Tierversuch in größeren Mengen jedoch pathologische Veränderungen in den Nieren und andernorts aus.

## Entstehung
Bei der Verarbeitung von pflanzlichen Ölen und Fetten können bei hohen Temperaturen 2-MCPD-Fettsäureester neben 3-MCPD-Fettsäureestern und Glycidyl-Fettsäureestern entstehen: